# Tarcisio Pillolla
Tarcisio Pillolla (ur. 11 lipca 1930 w Pimentel, zm. 16 czerwca 2021) – włoski duchowny rzymskokatolicki, w latach 1999-2007 biskup Iglesias.

## Życiorys
Święcenia kapłańskie przyjął 4 lipca 1954. 3 maja 1986 został mianowany biskupem pomocniczym Cagliari ze stolicą tytularną Cartennae. Sakrę biskupią otrzymał 8 czerwca 1986. 3 lipca 1999 objął stolicę biskupią Iglesias. 8 marca 2007 przeszedł na emeryturę.